# Андре де Монбар
Андре де Монбар (фр. Andre de Montbard; близько 1103, Монбар — 17 жовтня 1156, монастир Клерво, Бургундія). Великий магістр ордену Храму з кінця 1154 по 1156. 
Андре де Монбар, молодший син Бернара де Монбар та Гумберги де Рісі. Його сестра Алеєт де Монбар була матір'ю св. Бернара. 
Андре де Монбар був одним з дев'яти перших лицарів-засновників ордену Храму. Займав пост командора королівства Єрусалимського, а також пост Сенешаля ордену з 1150 року (можливо, раніше, з 1148). Згадується також з титулом лорд де Кіллман. 
| Середньовіччя | Це незавершена стаття про Середньовіччя. Ви можете допомогти проєкту, виправивши або дописавши її. |